# Ossaea bracteata
Ossaea bracteata är en tvåhjärtbladig växtart som beskrevs av José Jéronimo Triana. Ossaea bracteata ingår i släktet Ossaea och familjen Melastomataceae.
Artens utbredningsområde är Colombia. Inga underarter finns listade i Catalogue of Life.